# Дебора Франсуа
Дебо́ра Франсуа́ (нар. 24 травня 1987) — бельгійська акторка та кінорежисерка. У 2009 році отримала кінопремію «Сезар» як найперспективніша акторка.

## Кар'єра
Головна роль Соні у фільмі «Дитина», що отримав Золоту пальмову гілку на Каннському фестивалі у 2005 році, стала для Франсуа першою. У наступному році вона знялася у фільмі «Асистентка». За роль Флер у фільмі «Перший день життя» отримала кінопремію «Сезар» у номінації найперспективніша акторка.